# ماساهارو کاواهارا
ماساهارو کاواهارا (ژاپنی: 河原 正治؛ زادهٔ ۳۰ مهٔ ۱۹۸۴) یک بازیکن فوتبال اهل ژاپن است.
از باشگاه‌هایی که در آن بازی کرده‌است می‌توان به باشگاه فوتبال سانفریس هیروشیما، باشگاه فوتبال ساگان توسو، باشگاه فوتبال اوئیتا ترینیتا و باشگاه فوتبال اهیمه اشاره کرد.